# アーガイル国際空港
アーガイル国際空港（英: Argyle International Airport）は、セントビンセント・グレナディーンの首都キングスタウン近郊のアーガイルにある国際空港。

## 概要
旅客数・航空便の増加により、従来のE.T.ジョシュア国際空港では対応できないことから新空港の建設計画が持ち上がった。2008年8月13日にキューバ人との合同建設チームによる起工式が行われた。建設開始後、資金面などの問題で開港が当初の2011年から6年遅れた。
2017年2月14日に開港し、E.T.ジョシュア国際空港からすべての便が移管された。収容能力は年間150万人と以前の空港の4倍以上である。

## 建設費
空港の建設は、同国史上最大のプロジェクトであり建設費は推定2億5900万ドルとされ、セントビンセント・グレナディーンのGDPの約半分に相当する。

## 就航航空会社と就航都市

### 国際線
| 航空会社       | 就航地                                                      |
| -------------- | ----------------------------------------------------------- |
| SVGエア        | ブリッジタウン                                              |
| One Caribbean  | ブリッジタウン、トルトラ                                    |
| LIAT           | セントルシア/チャールズ、ブリッジタウン、ポートオブスペイン |
| カリビアン航空 | ニューヨーク/JFK、ポートオブスペイン                        |
| アメリカン航空 | マイアミ                                                    |
| エア・カナダ   | トロント                                                    |

## 事件と事故
- 2018年8月29日、カリビアン航空552便 (キングスタウン発ニューヨーク行き) ボーイング737-85P(WL)型機が、離陸後エンジンの振動が発生したため、バードストライクが疑われた。そのため、乗務員はポートオブスペインへの迂回を決定した。離陸から65分後の現地時間10時35分にピアルコ国際空港に着陸。機体のメンテナンスが行われ運航が停止された。その後、乗客は後の便で目的地へと向かった。[7][8]